# 夏竦
夏竦（985年—1051年），字子喬，江南西道江州德安縣人，北宋大臣。

## 生平
養父夏廷皓為禁中侍禁，一日，夏廷皓五更入朝，時值農曆十一月，天氣極為嚴寒，在上朝的道路左側瞥見有剛出生不久的嬰兒。便遣人拿蠟燭照看，只見嬰兒“錦繃文葆，插金釵子二隻”，且是名男嬰。因夏廷皓無子，遂將男嬰抱去養育，即是夏竦。後夏廷皓與契丹人交戰戰死。夏竦得以以父蔭得官潤州丹陽主簿。夏竦“性明敏，好學，自經史、百家、陰陽、律曆，外至佛老之書，無不通曉，為文章，典雅藻麗”。景德四年（1007年）閏五月，中賢良方正科，授光祿寺丞。通判台州事，遷著作佐郎，召還，遷秘書省丞、直集賢院、同編修國史、判三司都磨勘司，遷右正言、車駕幸亳州，為東都留守推官。修起居注，為玉清昭應宮判官，兼領景靈宮，會靈觀事，遷吏部司員外郎、知制誥。大中祥符九年（1016年）二月，遷戶部司員外郎。景靈宮成，遷禮部司郎中。
天禧元年（1017年）十二月，坐閨門之故，左遷職方司員外郎、知黃州事。三年（1019年），復禮部司郎中，徒鄧州，又遷襄州，四年（1020年）四月，襄州大饑，開倉救濟百姓，募富人出粟十餘萬斛以賑救之，活四十六萬餘口，姜遵上其事，賜書褒獎，頗得百姓信任。宋仁宗即位，遷戶部司郎中，徒知壽、安、洪三州，知洪州時，勒令巫覡1900餘家還農，並毀其淫祠。天聖三年（1025年）七月，復知制誥。八月，參與詳定茶法。丁母憂，打算服喪，不獲許，為景靈宮判官、判集賢院。九月，奉使契丹，以父沒敵難，力辭。次年（1026年），以左司郎中為召，為翰林學士、同勾當三班院、兼侍讀學士、知審官院、又兼龍圖閣學士。五年（1027年）正月，拜右諫議大夫、樞密副使。二月，奉命修《真宗國史》。十月，為《銅人針灸圖經》作序。六年（1028年）三月，遷給事中。以邊備不可馳，屢陳守禦之策。七年（1029年）二月，拜參知政事、祥源觀使。閏二月，請復六科，又請復百官轉對，置理檢使，為宰相呂夷簡所忌。八月，加刑部侍郎、復為樞密副使。明道元年（1032年）十一月，遷尚書左丞。仁宗親政，樞密院、中書門下兩府大臣皆罷。二年（1033年）四月，罷為禮部尚書、知襄州，未行，改知潁州。七月，知青州兼京東災傷州軍體量安撫使。景祐元年（1034年）八月，罷安撫使，加刑部尚書。二年（1035年），知應天府兼南京留守。寶元元年（1038年）三月，以戶部尚書入為三司使。
李元昊反，十二月，拜奉寧軍節度使、知永興軍、兼馬步軍都部署、提舉乾耀等州軍馬、涇原秦鳳路安撫使。二年（1039年）正月，薦度支司員外郎張昇，宋朝廷以張昇為六宅使、涇原秦鳳路安撫都監。六月，上言西鄙事。七月，改知涇州兼涇原秦鳳路緣邊經略安撫使、涇原路馬步軍都部署。康定元年（1040年）五月，改忠武軍節度使、為陝西都部署兼經略安撫使、緣邊招討使、知永興軍。慶曆元年（1041年）正月，拜宣徽南院使。四月，判永興軍。五月，又詔進屯鄜州。仁宗曾遷使問攻討之策，夏竦反對進兵，主張敵一旦入寇，毋得與戰，絕其賜予，喪其緣邊互市，可坐其斃也。議者以其言為不然，十月，判河中府。
慶曆二年（1042年），改知蔡州。時朝廷用兵西北，劉平、葛懷敏相繼喪師，仁宗悔不用竦言，韓琦自陝西還，言竦制邊之策。三年（1043年）三月，為戶部尚書、召為樞密使。議者以竦怯于用兵，今而用之，則使邊將之之墮矣，不得已罷之。七月，知亳州。竦上還節旌，為禮部尚書。四年（1044年）十二月，加資政殿大學士。五年（1045年）八月，拜宣徽南院使、河陽三城節度使。九月，判并州。六年（1046年）二月，拜同中書門下平章事、判大名府兼北京留守。七月，判并州。七年（1047年）三月，拜相。諫官、御史詆之不已，改樞密使。十二月，封英國公。八年（1048年）五月，出判河南府兼西京留守。皇祐元年（1049年）七月，兼侍中。二年（1050年）九月，用祀明堂恩，受賜襲衣、金帶、器幣、勒鞍馬。十月，改武寧軍節度使、徐州大都督府長史，進封鄭國公。三年（1051年）九月，卒，年六十七，贈太師、中書令。諡文莊。五年（1053年）七月，葬于許州陽翟三封鄉洪長之原。

## 著作
著有《文莊集》三十六卷、《古文四聲韻》五卷。

## 評價
夏竦能詞，有“山勢蜂腰斷，溪流燕尾分”二句，宰相李沆賞其詩，後得寵於宋真宗，被稱為“桂冠詞人”。不過，夏竦嫉賢妒能，曾進言於宋仁宗，使范仲淹等賢臣被貶，並且反對新政。為此石介曾傚法韓愈《元和聖德頌》而賦《慶曆聖德詩》，直斥夏竦奸偽，更將其與高若訥並稱為“妖孽”。

## 軼事
《夢溪筆談》載夏竦睡覺時遍體寒冷，猶如死人，等到睡醒後，必須靠人讓自己的身體恢復溫度，過了許久才能下床活動。

## 家族
- 曾祖：夏昱，贈太師、中書令、尚書令、晉國公
- 曾祖母：陳氏，周國太夫人
- 祖：夏奐，贈太師、中書令、尚書令、齊國公
- 祖母：黃氏，燕國太夫人
- 養父：夏廷皓，贈崇儀使、太師、中書令、尚書令、魏國公
- 養母：盛氏，越國太夫人
- 妻：楊氏，榮國夫人
- 子：夏安期，右諫議大夫、龍圖閣學士
  - 孫：夏伯孫，終官左朝議大夫、上柱國、會稽縣開國子、食邑五百戶、賜紫金魚袋
  - 孫：夏伯卿，太常寺太祝
- 女：夏氏，仁壽郡君，適駕部司員外郎賈守訥
- 女：夏氏，適光祿寺丞賈延年
- 曾孫：夏忱，承議郎
- 曾孫：夏懌，承議郎
- 曾孫：夏惇，左侍禁
- 曾孫：夏忭，未仕
- 曾孫：夏恪，左侍禁
- 曾孫：夏恢，江山主簿
- 曾孫：夏忻，未仕
- 曾孫：夏恮，胙城尉
- 曾孫：夏慬，未仕
- 曾孫：夏慥，太廟齋郎
- 曾孫：夏忦，假承務郎
- 曾孫：夏愉
- 曾孫：夏懷
- 曾孫女：夏氏，適趙世覃
- 曾孫女：夏氏，適朝請郎龐元中
- 曾孫女：夏氏，適奉議郎梁子雅
- 曾孫女：夏氏，適趙仲戡
- 曾孫女：夏氏，適趙仲汾
- 曾孫女：夏氏，適朝奉郎李譯
- 曾孫女：夏氏，適趙叔盎
- 曾孫女：夏氏，適右監門衛將軍趙仲珣
- 曾孫女：夏氏，適文思副使趙令昔
- 曾孫女：夏氏，適率府率趙仲擴
- 曾孫女：夏氏

## 延伸阅读
[在维基数据编辑]
 在维基文库阅读此作者作品
 《宋史·卷283》，出自脱脱《宋史》